# Дроктовей
Дроктовей (умер около 580 года) — настоятель аббатства святого Симфориена в Отёне и базилики св. Викентия в Париже, память 10 марта.
Св. Дроктовей (Droctovee), или Дротт (Drotte) ученик св. Жермена Парижского, стал настоятелем аббатства святого Симфориена в Отоне. Св. Жермен пригласил его в Париж, чтобы поставить во главе клира базилики св. Викентия и св. Креста, основанной с помощью короля Хильдеберта I. Там св. Дроктовей наладил литургическую жизнь.
Эта базилика впоследствии дала жизнь аббатству Сен-Жермен-де-Пре, где был похоронен св. Дроктовей. Согласно мартирологу 859 г., его поминают 10 марта. Этот мартиролог был положен в основу других, более поздних мартирологов.